# Liberalismo incorporado

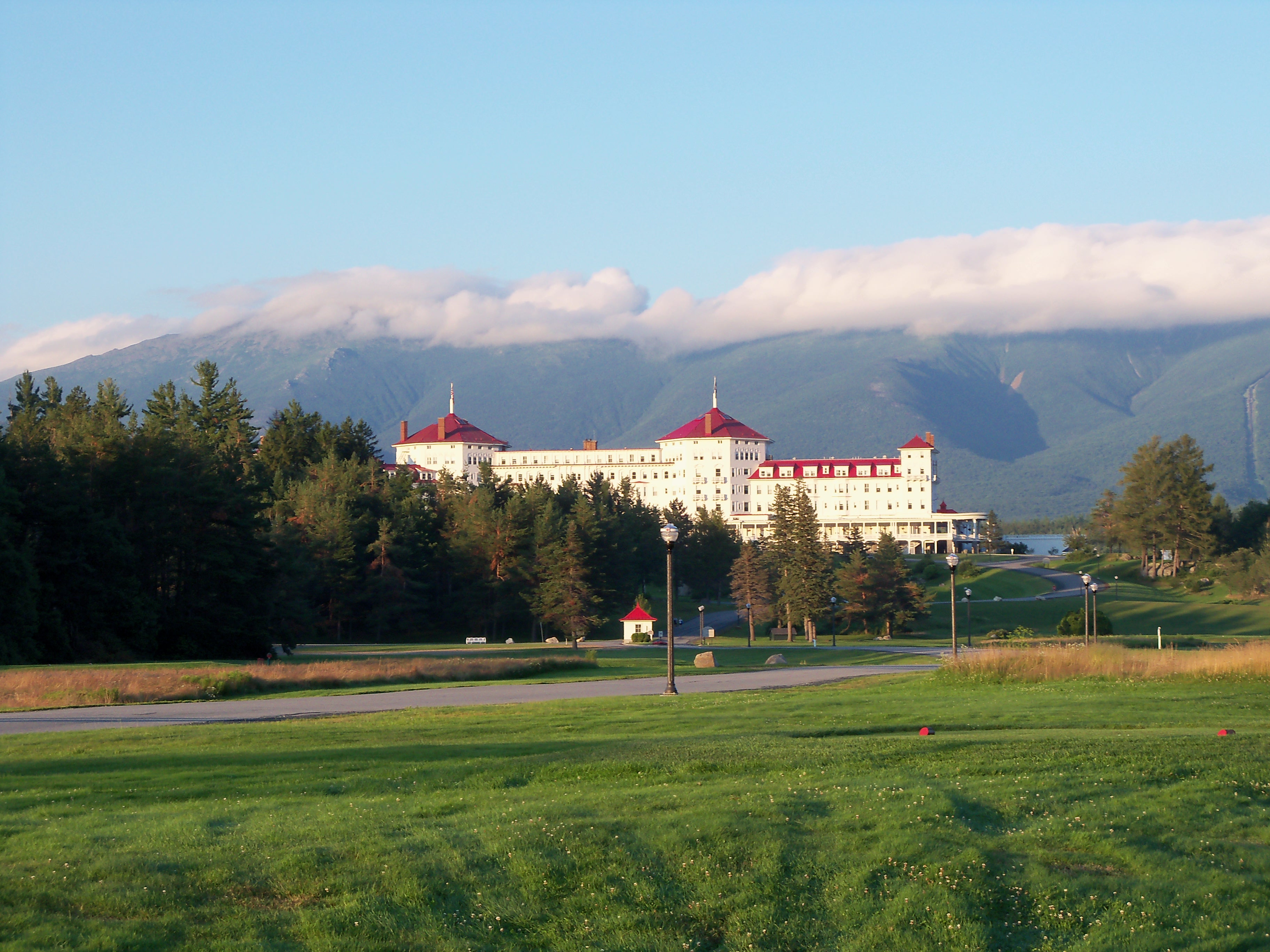
O novo Sistema Monetário Internacional que incorporaria os valores do liberalismo enraizado foi amplamente concebido na Conferência de Bretton Woods, sediada no Mount Washington Hotel em 1944.

Liberalismo incorporado é um termo da economia política internacional para o sistema económico global e a orientação política internacional associada, conforme existiram desde o fim da Segunda Guerra Mundial até à década de 1970. O sistema foi criado para dar suporte a uma combinação de livre comércio com a liberdade dos estados de melhorar a sua oferta de bem-estar e regular as suas economias para reduzir o desemprego. O termo foi usado pela primeira vez pelo cientista político americano John Ruggie em 1982.
Os principais estudiosos geralmente descrevem o liberalismo incorporado como envolvendo um compromisso entre dois objetivos desejáveis, mas parcialmente conflitantes. O primeiro objetivo era reavivar o livre comércio. Antes da Primeira Guerra Mundial, o comércio internacional representava uma grande parcela do PIB global, mas a ordem liberal clássica que o sustentava havia sido prejudicada pela guerra e pela Grande Depressão da década de 1930. O segundo objetivo era permitir aos governos nacionais a liberdade de fornecer programas de bem-estar generosos e de intervir nas suas economias para manter o pleno emprego. Este segundo objetivo foi considerado incompatível com um regresso total ao sistema de mercado livre tal como existia no final do século XIX — principalmente porque, com um mercado livre de capital internacional, os investidores poderiam facilmente retirar dinheiro de nações que tentassem implementar políticas intervencionistas e redistributivas.
O compromisso resultante foi incorporado no sistema de Bretton Woods, lançado no final da Segunda Guerra Mundial. O sistema era liberal na medida em que visava estabelecer um sistema aberto de comércio internacional de bens e serviços, facilitado por taxas de câmbio semifixas. No entanto, também pretendia incorporar as forças de mercado num quadro onde pudessem ser reguladas pelos governos nacionais, com os Estados a poderem controlar os fluxos internacionais de capital através de controlos de capital, bem como a envolverem-se em estratégias de desenvolvimento lideradas pelos Estados, em empréstimos de curto prazo do FMI e em ajustamentos da taxa de câmbio. Novas instituições multilaterais globais foram criadas para apoiar a nova estrutura, como o Banco Mundial e o Fundo Monetário Internacional.
Quando Ruggie cunhou a expressão liberalismo incorporado, ele estava a basear-se no trabalho anterior de Karl Polanyi, que havia introduzido o conceito de mercados tornando-se desvinculados da sociedade durante o século XIX. Polanyi continuou a propor que a reinserção dos mercados seria uma tarefa central para os arquitetos da ordem mundial do pós-guerra e que isto foi amplamente promulgado como resultado da Conferência de Bretton Woods. Nas décadas de 1950 e 1960, a economia global prosperou sob o liberalismo incorporado, com um crescimento mais rápido do que antes ou depois, mas o sistema entraria em colapso na década de 1970. O trabalho de Ruggie sobre o liberalismo incorporado refutou a teoria da estabilidade hegemónica (a noção de que um hegemon é necessário para sustentar a cooperação multilateral) ao argumentar que a ordem internacional não era mantida apenas por meio do poder material, mas "com propósito social legítimo".

## Sistemas anteriores

### Mercados incorporados: todos os períodos até 1834
Karl Polanyi argumentou que, até o surgimento do liberalismo do século XIX, os mercados, onde quer que existissem, estavam sempre e em todos os lugares inseridos na sociedade, sujeitos a vários controlos sociais, religiosos e políticos. As formas desses controlos variaram muito, por exemplo, na Índia as ocupações foram durante séculos determinadas pela casta, e não pelas forças de mercado. Durante a Idade Média, os mercados físicos na Europa eram geralmente fortemente regulamentados, com muitas cidades permitindo que mercados maiores (então conhecidos como feiras) abrissem apenas uma ou duas vezes por ano.
Polanyi refuta explicitamente a afirmação de Adam Smith de que o homem natural tem uma "propensão à troca, ao comércio e à troca", argumentando que a antropologia e a história económica mostram que até ao século XIX os mercados tinham apenas um papel marginal na economia, sendo de longe os métodos mais importantes que governavam a distribuição de recursos a doação recíproca, a redistribuição centralizada e a autarquia (famílias auto-suficientes). Embora Polanyi admita que a sociedade europeia estava a começar a desenvolver-se em direção ao capitalismo moderno já no século XIV, especialmente após a Revolução Gloriosa e o início da Revolução Industrial, ele afirma que foi somente em 1834 que o estabelecimento de mercados verdadeiramente livres se tornou possível. Polanyi chama a esta desvinculação dos mercados da sociedade um “afastamento singular” de tudo o que tinha acontecido antes na história da humanidade. Antes do século XIX, o comércio internacional era muito baixo em proporção ao PIB global.